# Économie du Yémen
Le Yémen figure parmi les pays les plus pauvres du monde. Lourdement endetté et sous-développé, son économie dépend fortement de l'aide internationale et d'activités traditionnelles couplées à une faible industrie pétrolière.Le Yémen est le 160e pays à être entré à l'Organisation mondiale du Commerce depuis juin 2014. Son économie souffre de problèmes structurels persistants.

## L'agriculture et pêche
Malgré le climat désertique de l'intérieur du pays, les régions côtières pratiquent une agriculture céréalière en terrasses. On y cultive du maïs, du millet, du blé et de l'orge. Mais ce sont la culture du café et du khat, entre 900 et 2 700 m, qui marquent le plus le paysage. Venu d'Éthiopie au XVe siècle, le café a fait la célébrité du Yémen. Aujourd'hui, sa production est en net déclin; mal maîtrisée et de mauvaise qualité, elle ne peut faire face à la concurrence internationale. Le khat, plante narcotique douce, est cultivée et utilisée localement. Le coton et le café constituent les principales cultures d’exportation. 
De plus, la pénurie de main-d'œuvre agricole que le pays a connue avec le développement de l'industrie pétrolière et le départ de nombreux paysans vers les pays voisins laquelle s'est  développée grâce à l'afflux de pétrodollars a considérablement aggravé la question agricole.
Le « Yémen vert », au sud, bénéficie de sols fertiles et de précipitations annuelles relativement abondantes, permettant d'alterner plusieurs cultures par an. On y cultive des légumes (pommes de terre, haricots, tomates) et des fruits. Les paysans y élèvent le bétail destiné à la consommation locale. La surconsommation des nappes phréatiques pose un grave problème[réf. nécessaire].
Le secteur agricole représente seulement 9,7 % du PIB mais emploie la majorité de la population active (62 % est.).
Les pêches commerciales se sont développées depuis les années 1980 et sont dans les années 2000 établies comme une industrie clef pour l’économie locale dans les zones côtières avec 191 100 t. de poissons en 2010. Le Yémen déclare pour l'année 2011 une perte de 150 millions de dollars à la suite de la piraterie autour de la Corne de l'Afrique, plusieurs centaines de ces pécheurs se sont fait attaquer et une quinzaine d’entre eux ont été tués. En 2010, 57 bateaux ont été capturés dans les eaux territoriales du Yémen tandis qu’il y a eu 225 attaques avortées.

## Le pétrole et le gaz
Bien que faiblement développée, l'exploitation du pétrole joue un rôle de plus en plus important dans l’économie yéménite; elle représente 70 à 75 % des revenus gouvernementaux et environ 90 % des exportations du pays. D'un autre côté, le pays ne fait partie, ni de l'Organisation des pays exportateurs de pétrole, ni de l'Organisation des pays arabes exportateurs de pétrole et il semble que l'instabilité politique, la faiblesse des gisements pétroliers et le manque de forages en vue d'en trouver de nouveaux, tende à réduire l'exploitation du pétrole et du gaz. 
L'exploitation de pétrole dans le pays est centrée sur deux ensembles de gisements, Ma'rib et Massila. Selon les chiffres de l'EIA, la production de pétrole du pays a culminé en 2001 et 2002 à 440 000 barils par jour. Fin 2010, elle était légèrement inférieure à 250 000 bbl/j. La consommation intérieure du pays ayant augmenté, les exportations nettes ont chuté encore plus fortement, passant quelque 350 000 bbl/j en 2002 à moins de 150 000. Cet effondrement a lourdement affecté le budget du pays. Pour tenter d'atténuer l'effet de l'épuisement des gisements anciens, le Yémen incite les compagnies à explorer de nouvelles régions, y compris offshore, sans grands résultats pour le moment. Ses réserves de brut prouvées sont de plus de 4 milliards de barils (640 000 000 de m³) ; selon la Banque mondiale, ces réserves ne dureront pas plus de 9 ans et devraient être totalement extraites d'ici à 2017.
Outre le pétrole, le pays a commencé fin 2009 à exporter du gaz naturel liquéfié grâce à une usine de liquéfaction opérée par Total. Le terminal, situé à Belhaf, est alimenté en gaz par un gazoduc provenant du bassin de Marib. Il s'agit de gaz associé, qui avait été réinjecté dans les gisements pétroliers depuis le début de leur exploitation.

## Aide internationale
Pour améliorer la sécurité et développer le Yémen, les États-Unis ont envoyé en 2009, 70 millions de dollars d'aide. Le Programme alimentaire mondial (PAM) fournit également une aide directe aux populations affectées par le conflit dans la région de Sa'dah; cette aide s'adresse aux 270 000 civils déplacés par les combats et représente un budget prévisionnel de 103 millions de dollars en 2010. 